# Cantó de Vilanòva
El cantó de Villeneuve és un cantó francès del departament de l'Avairon, situat al districte de Vilafranca de Roergue. Té 10 municipis: Ambairac, La Capèla de Balaguièr, Montsalés, Òls e Rinhòdas, Santa Crotz, Sanch Igèst, Sent Remèsi, Salvanhac de Cajarc, Saujac i Vilanòva que n'és la capital.
| Data d'elecció                           | Identitat         | Partit        | Qualitat |
| ---------------------------------------- | ----------------- | ------------- | -------- |
| 1923-1945                                | Pierre Maruéjouls |               |          |
| 1945-1970                                | Elie Roumec       |               |          |
| 1970-1994                                | Pierre Dumoulin   | UDF           |          |
| 1994-2001                                | Raymond Audouard  | Divers droite |          |
| 2008-                                    | Pierre Costes     | PS            |          |
| les dades anteriors no són pas conegudes |                   |               |          |

| 1962  | 1968  | 1975  | 1982  | 1990  | 1999  | 2006  |
| ----- | ----- | ----- | ----- | ----- | ----- | ----- |
| 3.426 | 3.644 | 3.621 | 3.916 | 4.183 | 4.367 | 4.555 |